# Ortilia evanescens
Ortilia evanescens är en fjärilsart som beskrevs av Johannes Karl Max Röber 1914. Ortilia evanescens ingår i släktet Ortilia och familjen praktfjärilar. Inga underarter finns listade i Catalogue of Life.